# جائزة البرازيل الكبرى 1986
جائزة البرازيل الكبرى 1986 هو سباق فورمولا 1 أقيم بتاريخ 23 مارس 1986 في ريو دي جانيرو، البرازيل. كان الأول من أصل 16 في بطولة العالم لسباقات الفورمولا واحد موسم 1986. حلّ البرازيلي نيلسون بيكيه أولا بينما جاء البرازيلي آيرتون سينا في المركز الثاني وحصل على المركز الثالث الفرنسي جاك لافيت.